# Denise Nickerson
Denise Nickerson, född 1 april 1957 i New York, död 10 juli 2019 i Aurora i Colorado, var en amerikansk skådespelerska.
Hon var känd för sin roll som Violet Beauregarde i Willy Wonka och chokladfabriken från 1971. Den 10 juli 2019 avled hon i lunginflammation.